# Denis Regner

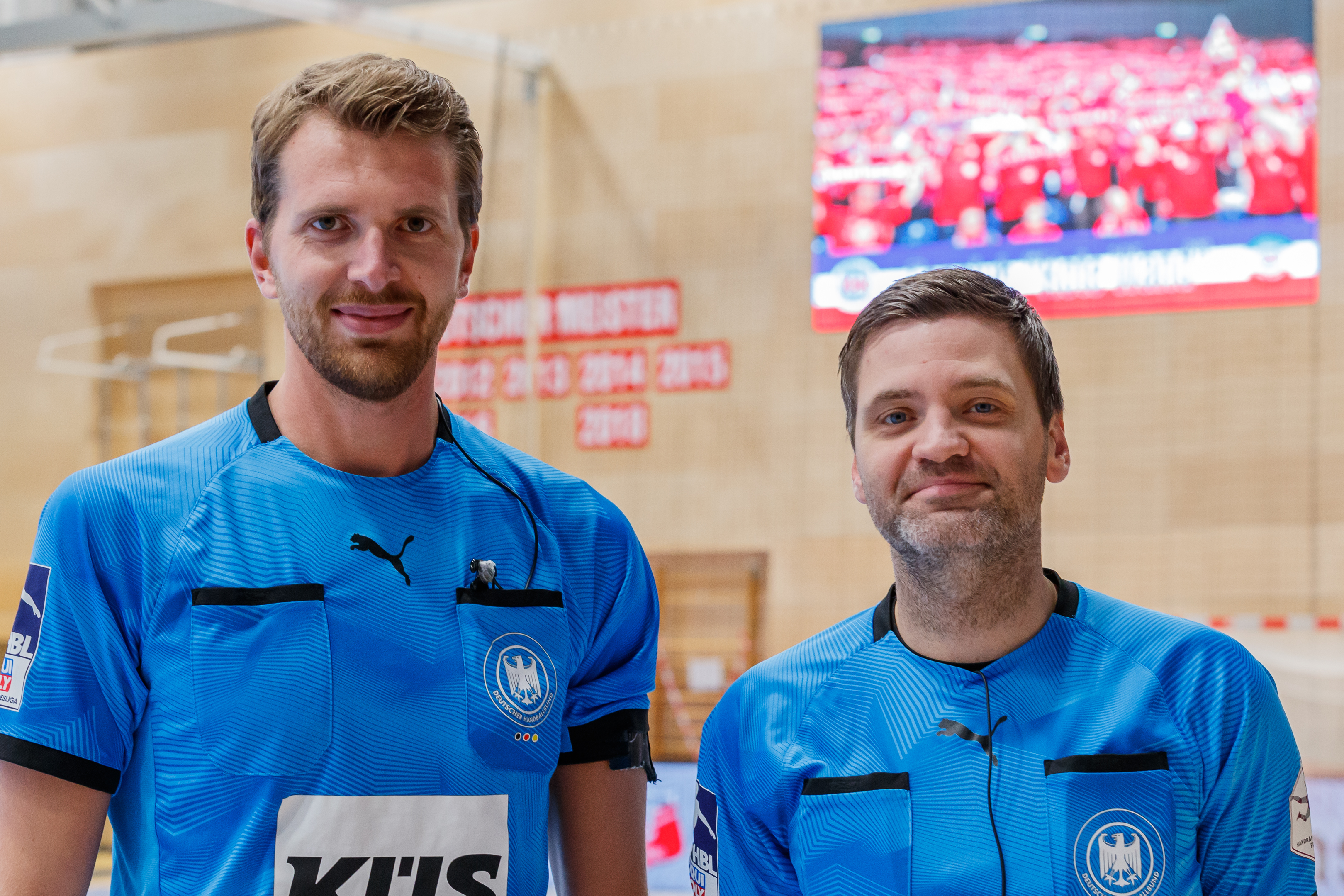
Denis Regner (rechts) zusammen mit seinem Gespannpartner Julian Köppl im Oktober 2022

Denis Regner (* 1983) ist ein deutscher Handballschiedsrichter aus Nieder-Olm. Er gehört zum Elitekader des DHB und ist seit 2006 Schiedsrichter.

## Karriere
Regner wurde 2005 Schiedsrichter. Er bildet zusammen mit Julian Köppl ein Schiedsrichtergespann. Das Duo fand sich zur Saison 2014/15, als beide einen neuen Gespannpartner brauchten. Zuvor hatte Regner bereits bis zur 3. Liga Spiele geleitet. Das neu formierte Gespann Köppl/Regner stieg im Nachwuchskader des DHB ein. In der folgenden Saison stiegen sie bereits in den Bundesligakader auf und gehörten in der Saison 2016/17 zum Elite-Anschlusskader. Am 27. September 2017 leiteten Köppl/Regner ihr erstes Bundesligaspiel der Herren zwischen dem THW Kiel und dem HSC Coburg. Zur Saison 2018/19 stiegen sie erneut auf und gehören seitdem zum Elitekader des DHBs. 2021 leitete das Gespann das Halbfinale des Final Four der Frauen zwischen der SG BBM Bietigheim und der TuS Metzingen.
Regner kommt auf über 300 Einsätze auf Ebene des DHB.

## Privates
Regners Stammverein ist TV Nieder-Olm im HV Rheinhessen, für den er bis 2005 selbst aktiv als Torwart Handball spielte, was er auf Grund einer Schulterverletzung jedoch aufgab. Er ist verheiratet, hat eine Tochter und ist hauptberuflich Groß- und Außenhandelskaufmann im Baustoffhandel.